# پناهندگان ایرانی
شرایط نابسامان سیاسی، اقتصادی و اجتماعی در برخی کشورها، بسیاری از مردم را به سمت مهاجرت با پای پیاده، از طریق هوا، خشکی و دریا به طُرُق قانونی یا غیرقانونی کشانده است. در طول دهه‌های گذشته، تعداد قابل توجهی از ایرانیان از کشور خود مهاجرت نموده و به مرور زمان، جامعه‌ی چهار میلیون نفری دور از وطن در سراسر جهان پدیدآورده اند. برخی با کسب مدارک لازم به کشورهای دیگر سفر کرده تا زندگی جدیدی را شروع کنند؛ برخی نیز با وجود خطرات بسیار از کوه‌ها، دریاها و سیم‌های خاردار مرزها گذر کرده و در کمپ‌های پناهندگی مستقر شدند. این مسئله از دهه‌های گذشته تاکنون روندی رو به رشدی داشته و متأسفانه آسیب‌هایی را به لحاظ اجتماعی، سیاسی و دیپلماتیک به جایگاه ایران در دنیا و نیز گذرنامه ایرانی وارد نموده است.

## آمارها
با نگرش به آمار کمیساریای عالی پناهندگان سازمان ملل متحد، در پایان سال ۲۰۱۹ میلادی (زمستان ۱۳۹۸) حدود ۲۱۵ هزار ایرانی، در کشورهای دیگر جهان پناهنده یا پناهجو بوده‌اند. به این ترتیب، ۲۱۵ هزار نفر پناهنده و پناهجوی ایرانی، مجموع افرادی است که تا انتهای سال ۲۰۱۹ میلادی از ایران خارج شده و در گوشه و کنار جهان، یکی از وضعیت‌های پناهندگی یا پناهجویی را داشته‌اند. همچنین بر اساس گزارش رصدخانه مهاجرت ایران، جمعیت پناهندگان ایرانی مقیم کشورهای میزبان از ۱۴۳ هزار نفر در سال ۲۰۲۱ به ۱۲۲ هزار نفر در سال ۲۰۲۲ کاهش یافت.
رتبه ایران در میان کشورهای پناهجو فرست در سال‌های ۲۰۰۲، ۲۰۱۲ و ۲۰۲۲ به ترتیب ۱۶، ۹ و ۲۱ بوده است. علت افزایش چشمگیر رتبه ایران در سال ۲۰۲۲، افزایش تعداد پناهجویان در سایر کشورها بوده است. در واقع تعداد پناهجویان ایرانی در سال ۲۰۲۲ نسبت به سال ۲۰۱۲ بیش از دو برابر و نسبت به سال ۲۰۰۲ بیش از ۵ برابر شده اما به دلیل افزایش تعداد پناهجوفرست افزایش یافته است. با توجه به گزارش رصدخانه مهاجرت ایران در سال ۱۴۰۱، ایرانی‌ها برای کشورهای ترکیه، آلمان، بریتانیا، عراق و ایالات متحده بیشترین درخواست پناهجویی را داشته‌اند و نشان می‌دهد که درخواست پناهندگی ایرانیان بیشتر از کشورهای جنگ‌زده نظیر لبنان و یمن بوده است.
گزارش اداره آمار کمیسیون اروپا (یورواستات) حاکیست که در پایان سال ۲۰۲۲ افزون بر ۲۱ هزار ایرانی نیز در نوبت دریافت نتیجه ارائه تقاضای پناهندگی خود به یکی از کشورهای عضو اتحادیه اروپا بوده‌اند. از این میان، ۱۴ هزار و ۴۰۵ نفر متقاضی پناهندگی به آلمان و هزار و ۴۰۰ تن نیز در صف انتظار پناهندگی به هلند بوده‌اند. گزارش‌های کمیساریای عالی پناهندگان سازمان ملل متحد نشان می‌دهد که در سال ۲۰۲۲، تعداد پناهندگان ایرانی نسبت به سال قبل از آن ۴۴ درصد افزایش یافته است.

### در ترکیه
با توجه به هم‌مرز بودن ترکیه با ایران، ایرانیان زیادی در این کشور تقاضای پناهندگی کرده‌اند. این پناهجویان و پناهندگان به‌طور روزمره با مشکلات بسیاری دست و پنجه نرم می‌کنند. پس از آنکه در اواخر سال ۲۰۱۸، کمیساریای عالی پناهندگان سازمان ملل بخش زیادی از امورات خود را به اداره مهاجرت ترکیه محول کرد، تمرکز از روی پناهندگان ایرانی مخصوصاً در بخش تعیین کشور برداشته شد و ترکیه شاهد ترافیک سنگین پناهندگان ایرانی بوده است.

### در بریتانیا
داده‌های وزارت کشور بریتانیا از تعداد پناهجویان عبوری از کانال مانش در سال ۲۰۲۳ نشان می‌دهد افغان‌ها و ایرانی‌ها در صدر فهرست افرادی هستند که از طریق این گذرگاه به این کشور پناهنده شده‌اند. کانال مانش یکی از مسیرهای پرتردد برای عبور غیرقانونی مهاجران در شمال فرانسه و جنوب انگلیس است. بنابر یک گزارش آماری که از سوی سازمان حامی پناهجویان در بریتانیا به نام «شورای پناهجویان» منتشر شده است، تا پایان ماه اوت سال ۲۰۲۳ تعداد ۴ هزار و ۶۹ شهروند افغانستانی و ۲ هزار و 0۲۵۰ نفر شهروند ایران از طریق کانال مانش و با قایق‌های کوچک به بریتانیا پناهنده شده‌اند. براساس این اطلاعات، بیش از نیمی از پناهجویانی که با قایق از این گذرگاه دریایی خطرناک میان فرانسه و انگلیس عبور کرده‌اند، فقط از پنج کشور افغانستان، ایران، اریتره، سوریه و سودان بوده‌اند.

### معافیت ویزا صربستان
اواخر تابستان سال ۱۳۹۶ دولت صربستان اعلام کرد که به انگیزه تقویت گردشگری در این کشور، شهروندان ایرانی را از دریافت ویزا معاف می‌کند. صربستان نخستین کشور اروپایی بود که دروازه‌های خود را به روی ایرانی‌هایی که همواره برای سفر به اروپا با چالش ویزا روبه‌رو بوده‌اند، گشود. اما خیلی زود صرب‌ها فهمیدند که هدف بخش زیادی از سفرکنندگان به صربستان گردشگری نیست و دلیل افزایش پروازها به کشورشان موضوع دیگری است؛ پناهندگی و فرار به اروپا. گروهی مسیر بالکان را در پیش گرفتند تا خود را به آلمان یا فرانسه برسانند و گروهی نیز در همان صربستان درخواست پناهندگی دادند. به سبب این سفر بی‌بازگشت مسافران ایرانی، دولت صربستان بعداً اعلام کرد که معافیت ویزا را برای شهروندان ایرانی لغو کرده و دوباره مقررات ویزا را برقرار می‌کند. به گفته وزیر گردشگری صربستان، در هفت ماه اول سال ۲۰۱۸ (همزمان با آغاز سیاست لغو ویزا) حدود ۱۵ هزار و ۸۵۵ ایرانی به صربستان سفر کرده بودند که بیش از یک‌هزار و ۵۰۰ نفر از این افراد در صربستان درخواست پناهندگی داده‌اند.